# 카트리나 카이프
카트리나 카이프(Katrina Kaif, 본명: 카트리나 터콧(Katrina Turquotte), 1984년 7월 16일~)는 인도에서 활동하는 잉글랜드의 배우이다. 모델 출신이며 2003년 볼리우드 영화계에 데뷔하였다.

## 출연 작품
- 나마스떼 런던 《Namastey London》(2007)
- 환영《Welcome》(2007)
- 질주《Race》(2008)
- 뉴욕《New York 》(2009)
- 놀란 사랑의 굉장한 이야기《Ajab Prem Ki Ghazab Kahani》(2009)
- 정치《Rajneeti》(2010)
- 띠스 마르 칸《Tees Maar Khan》(2010)
- 내 형의 신부《Brother Ki Dulhan》(2011)
- 인생은 두번 오지 않는다《Zindgi Na Milegi Dobara》(2011)
- 단 한명의 영웅 《Ek tha Tiger》(2012)